# Glebs Kļuškins
Glebs Kļuškins (Riga, 1º ottobre 1992) è un calciatore lettone, centrocampista del Grobiņa.

## Carriera

### Club
Ha esordito in massima serie nel 2009 con l'RFS Riga, all'epoca noto col nome di Daugava Riga; nello stesso anno la squadra retrocesse e Kļuškins rimase in seconda serie fino al 2012 quando, curiosamente, passò nelle file di una società divenuta nota come Daugava Riga.
Dal febbraio 2015 si è trasferito allo Jelgava con cui ha esordito nelle coppe europee contro il Liteks Loveč, in una gara valida per il primo turno preliminare di Europa League disputata il 2 luglio 2015; con lo Jelgava ha vinto due coppe nazionali.

### Nazionale
Vanta otto presenze con la nazionale Under-21 lettone.
Ha esordito con la selezione maggiore il 24 maggio 2013, nell'amichevole contro il Qatar, entrando ad un quarto d'ora dalla fine al posto di Oļegs Laizāns.

## Statistiche

### Cronologia presenze e reti in nazionale
| Cronologia completa delle presenze e delle reti in nazionale ― Lettonia | Cronologia completa delle presenze e delle reti in nazionale ― Lettonia | Cronologia completa delle presenze e delle reti in nazionale ― Lettonia | Cronologia completa delle presenze e delle reti in nazionale ― Lettonia | Cronologia completa delle presenze e delle reti in nazionale ― Lettonia | Cronologia completa delle presenze e delle reti in nazionale ― Lettonia | Cronologia completa delle presenze e delle reti in nazionale ― Lettonia | Cronologia completa delle presenze e delle reti in nazionale ― Lettonia |
| Data                                                                    | Città                                                                   | In casa                                                                 | Risultato                                                               | Ospiti                                                                  | Competizione                                                            | Reti                                                                    | Note                                                                    |
| ----------------------------------------------------------------------- | ----------------------------------------------------------------------- | ----------------------------------------------------------------------- | ----------------------------------------------------------------------- | ----------------------------------------------------------------------- | ----------------------------------------------------------------------- | ----------------------------------------------------------------------- | ----------------------------------------------------------------------- |
| 24-5-2013                                                               | Doha                                                                    | Qatar                                                                   | 3 – 1                                                                   | Lettonia                                                                | Amichevole                                                              | -                                                                       | 74’                                                                     |
| 7-10-2016                                                               | Rīga                                                                    | Lettonia                                                                | 0 – 2                                                                   | Fær Øer                                                                 | Qual. Mondiali 2018                                                     | -                                                                       | 72’                                                                     |
| 10-10-2016                                                              | Rīga                                                                    | Lettonia                                                                | 0 – 2                                                                   | Ungheria                                                                | Qual. Mondiali 2018                                                     | -                                                                       | 68’                                                                     |
| 13-11-2016                                                              | Faro                                                                    | Portogallo                                                              | 4 – 1                                                                   | Lettonia                                                                | Qual. Mondiali 2018                                                     | -                                                                       | 14’ 79’                                                                 |
| 25-3-2017                                                               | Ginevra                                                                 | Svizzera                                                                | 1 – 0                                                                   | Lettonia                                                                | Qual. Mondiali 2018                                                     | -                                                                       |                                                                         |
| 28-3-2017                                                               | Tbilisi                                                                 | Georgia                                                                 | 5 – 0                                                                   | Lettonia                                                                | Amichevole                                                              | -                                                                       | 56’ 65’                                                                 |
| 9-6-2017                                                                | Riga                                                                    | Lettonia                                                                | 0 – 3                                                                   | Portogallo                                                              | Qual. Mondiali 2018                                                     | -                                                                       | 38’ 62’                                                                 |
| 12-6-2017                                                               | Riga                                                                    | Lettonia                                                                | 1 – 2                                                                   | Estonia                                                                 | Amichevole                                                              | -                                                                       | 57’                                                                     |
| 3-9-2017                                                                | Riga                                                                    | Lettonia                                                                | 0 – 3                                                                   | Svizzera                                                                | Qual. Mondiali 2018                                                     | -                                                                       | 62’                                                                     |
| 7-10-2017                                                               | Tórshavn                                                                | Fær Øer                                                                 | 0 – 0                                                                   | Lettonia                                                                | Qual. Mondiali 2018                                                     | -                                                                       |                                                                         |
| 10-10-2017                                                              | Riga                                                                    | Lettonia                                                                | 4 – 0                                                                   | Andorra                                                                 | Qual. Mondiali 2018                                                     | -                                                                       | 81’                                                                     |
| 7-11-2017                                                               | Oeiras                                                                  | Arabia Saudita                                                          | 2 – 0                                                                   | Lettonia                                                                | Amichevole                                                              | -                                                                       | 54’ 59’                                                                 |
| 13-11-2017                                                              | Kosovska Mitrovica                                                      | Kosovo                                                                  | 4 – 3                                                                   | Lettonia                                                                | Amichevole                                                              | 1                                                                       | 70’                                                                     |
| 22-3-2018                                                               | Marbella                                                                | Fær Øer                                                                 | 1 – 1                                                                   | Lettonia                                                                | Amichevole                                                              | -                                                                       | 46’                                                                     |
| 25-3-2018                                                               | Gibilterra                                                              | Gibilterra                                                              | 1 – 0                                                                   | Lettonia                                                                | Amichevole                                                              | -                                                                       |                                                                         |
| 2-6-2018                                                                | Rīga                                                                    | Lettonia                                                                | 1 – 0                                                                   | Estonia                                                                 | Coppa del Baltico 2018                                                  | -                                                                       | 84’                                                                     |
| 5-6-2018                                                                | Vilnius                                                                 | Lituania                                                                | 1 – 1                                                                   | Lettonia                                                                | Coppa del Baltico 2018                                                  | -                                                                       | 44’ 81’                                                                 |
| 9-6-2018                                                                | Riga                                                                    | Lettonia                                                                | 1 – 3                                                                   | Azerbaigian                                                             | Amichevole                                                              | -                                                                       | 46’                                                                     |
| 6-9-2018                                                                | Riga                                                                    | Lettonia                                                                | 0 – 0                                                                   | Andorra                                                                 | UEFA Nations League 2018-2019 - 1º turno                                | -                                                                       |                                                                         |
| Totale                                                                  |                                                                         | Presenze                                                                | 19                                                                      |                                                                         | Reti                                                                    | 1                                                                       |                                                                         |

## Palmarès
- Coppa di Lettonia: 2

Jelgava: 2014-2015, 2015-2016